# 인디언 준주

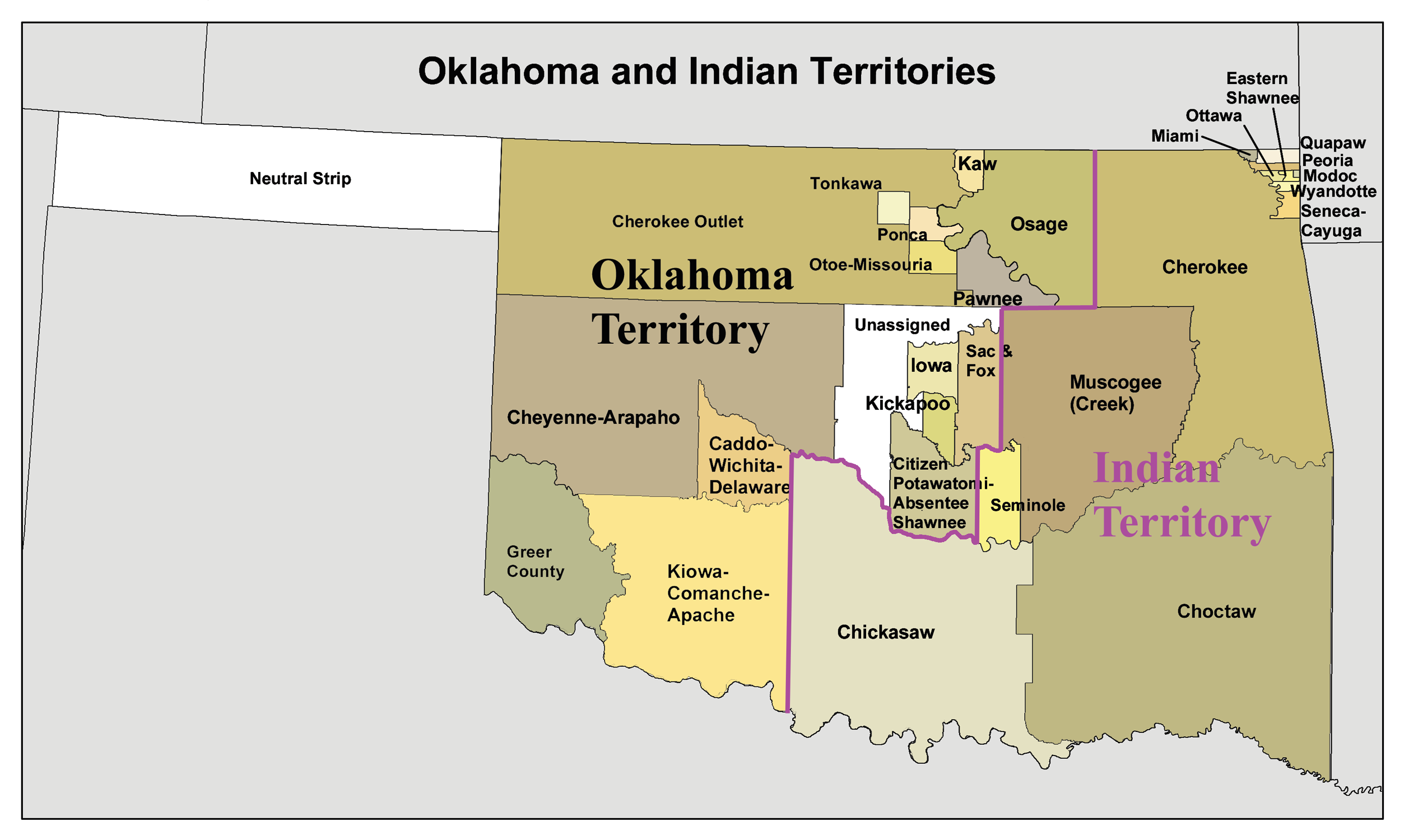
1890년대 인디언 준주와 오클라호마 준주

인디언 준주(Indian Territory)는 미국에서 인디언 부족을 정착시키기 위해 할당한 땅을 가리키는 미국 역사 상의 용어이다. 인디언 컨트리(Indian Country), 인디안 지역, 인디언 특별 보호구역으로도 불린다. 현재 미국에서, BIA(내무부 인디언국) 관리 하에 보호구역(Reservation = 보류지)과 그 의미가 다르며 주로 역사상 인디언이 강제 이주되었던 미시시피 서부의 땅을 가리키는 경우가 많다.

## 개요

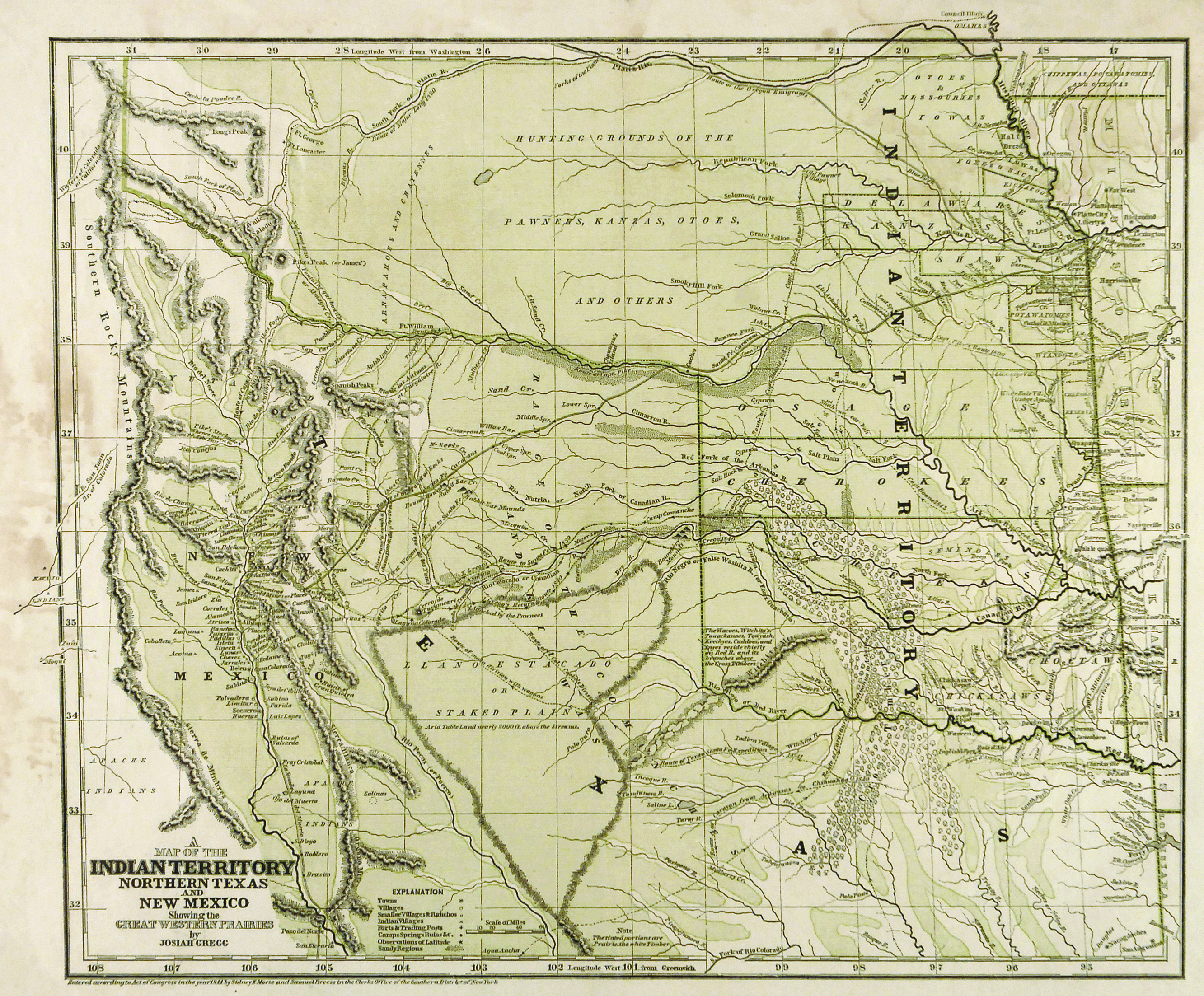
인디언 준주, 1844

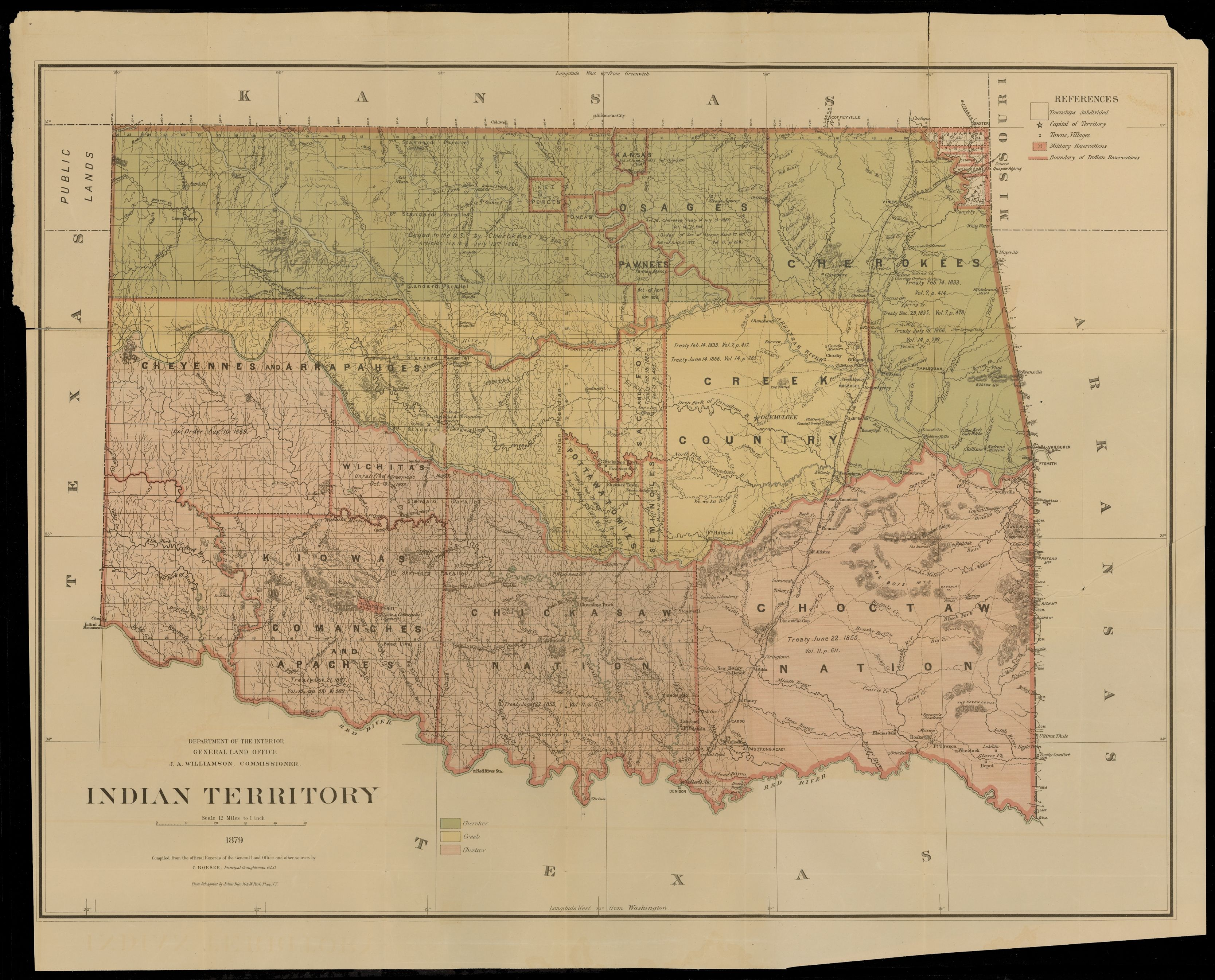
인디언 준주, 1879

"준주"라는 용어는 미국 동부 사람들이 정착촌을 의미한 편입된 지역(organized territory)과 대조적으로 인디언의 땅은 당초 정해지지 않은 편입지역이었기 때문에, "준주"(Territory)보다 "영지"(territory, 소문자 t)가 적합하다. 일반적인 경계는 1834년 인디언 교류법으로 결정되었다.

### 독립전쟁
인디언 준주는 백인 정착민을 애팔래치아산맥 동쪽의 영지로 제한한 영국의 1763년 선언에 기원한다. 인디언 준주는 영국 통치 하에서 감소했고, 미국 독립 전쟁 후 미시시피강 서쪽의 땅만 포함되었다.
미국 독립 전쟁 때 많은 인디언 부족이 영국과 오랜 세월에 걸친 관계로 반란군인 미국과의 관계가 그다지 발전하지 않았다. 영국의 패배 이후에 미국은 두번 오하이오 컨트리에 침입하여 모두 패배했다. 그들은 마지막으로 1794년 폴른 팀버스 전투에서 인디언 연합군을 물리졌다. 현재 오하이오의 대부분과 현재 인디애나주의 일부, 현재 시카고와 디트로이트가 위치한 곳을 미국에 할양하여 인디언을 서부로 이주시긴 "그린빌 조약"을 맺게했다.

### 인디언 이주
인디언 준주는 19세기 초 미국 대통령에 의해 제정된 1830년 《인디언 이주법》을 통과시킨 후에 앤드류 잭슨 대통령에 의해 적극적으로 추진되었던 인디언 이주 인종 청소 정책에 대한 도착지로 활용되었다. 남동부의 통칭 "문명화된 다섯 부족"인 체로키 족, 촉토 족, 치카소 족, 크리크 족, 세미놀 족은 “눈물의 길”로 알려진 이주를 강요당하며, 인디언 이주 정책에 의해 가장 피해를 입은 부족이었다. 눈물의 길은 현재 아칸소와 오클라호마에서 끝났고, 그곳에는 이미 백인, 도망 노예와 마찬가지로 인디언 준주로 강제 이주된 델라웨어 족, 샤이엔 족, 아파치 족과 같은 다른 많은 부족이 거주하고 있었다.
문명화된 다섯 부족은 툴사, 아도모아, 타레쿠아, 마스코기 부족이 다른 도시를 건설하여, 이들은 후에 주의 대도시가 되었다. 그들은 또한 오클라호마에서 흑인 노예를 데려와, 주의 흑인 인구를 늘렸다.

### 백인의 유입
서부 국경 소멸 후 마지막으로 남은 "백인의 손을 타지 않은 땅"인 인디언 준주는 점차 백인 투자자와 농민들에 의한 식민지 압력이 높아졌고, 인디언 전쟁이 끝난 후 이에 저항할 힘을 가진 지파는 남아 있지 않았다. "쑤너"(Sooner)라는 새치기 이주민이 끊이지 않았으며, 1889년부터 1890년대까지 각 부족의 대부분이 연방조약을 중단하고 그들의 토지는 이주민에 공식적으로 "개방"되어 백인 정착민에 의한 대규모 랜드러쉬가 일어났다.

### 오클라호마주
곧, 인디언 준주는 점차 현재 오클라호마로 감소했고 1890년 오클라호마 준주의 성립과 함께 공간의 동쪽 절반까지 감소했다. 인디언 준주의 국민은 1905년 세퀴야 주로 합중국에 참가하려고 했지만, 그러나 당시 서부에 세퀴야와 오클라호마 두 개의 새로운 주는 필요 없다고 생각한 의회와 정권에 의해 거부당했다. 그리고 국민은 합중국에 단일 주로 가입하려고 했고, 1907년 11월 오클라호마가 주 제도가 시행되어 인디언 준주는 소멸되었다.
현재에도 많은 인디언들이 특히 오클라호마주 동부에 보호구역(Reservation)을 영유하고, 연방 규정에 따라 부족 정부를 가지고 있다.

## 같이 보기
- 미주리 타협
- 북서 인디언 전쟁